# George J. Dufek
George John Dufek (10 de febrero de 1903, Rockford, Illinois – 10 de febrero de 1977, Bethesda, Maryland) fue un oficial naval estadounidense, aviador naval, y experto polar. Sirvió en la Segunda Guerra Mundial y en la Guerra de Corea y en las décadas de 1940 y 1950 pasó gran parte de su carrera en la Antártida, primero con el almirante Byrd y luego como supervisor de los programas de los Estados Unidos en las regiones Polares del sur. El contraalmirante Dufek fue el director del Museo de los Marineros en Newport News, Virginia después de su retiro de la Armada en 1959.

## Historia y carrera militar
Nació en Rockford, Illinois, se unió al Cuerpo de Entrenamiento de Oficiales de la Reserva (ROTC, siglas en inglés) en su escuela secundaria local y fue nombrado para la Academia Naval de los Estados Unidos en Annapolis, Maryland en 1921. Después de graduarse en 1925, recibió la comisión de su insignia y comenzó su carrera a bordo del acorazado USS Maryland. Más tarde fue asignado al submarino USS S-39 y fue ascendido a teniente segundo en 1928.
En 1932 entró a la escuela de formación de vuelo en la Estación Aérea Naval de Pensacola, Florida; después de graduarse como aviador naval en 1933, se desempeñó como navegante y oficial ejecutivo en tres barcos diferentes. Fue ascendido a teniente en 1935 y asignado al portaaviones USS Saratoga en 1938.
Durante Segunda Guerra Mundial Dufek comandó un escuadrón de entrenamiento de vuelo, sirvió como aviador naval en Argelia durante la invasión del norte de África, ayudó en la planificación de la invasión a Sicilia y Salerno y, después de su promoción a capitán y su posterior reasignación, la invasión de sur de Francia. En septiembre de 1944 asumió el mando de la compañía de escoltas del USS Bogue, que el 24 de abril de 1945, junto con sus escoltas, hundió al último de 13 submarinos (11 alemanes y 2 japoneses) undidos por el USS Bogue durante la Segunda Guerra Mundial.
Durante la Guerra de Corea, la Armada colocó a Dufek al mando del portaaviones USS Antietam del 17 de enero de 1951 al 6 de mayo de 1952. El Antietam operó frente a las costas de la península coreana desde octubre de 1951 hasta abril de 1952 y recibió cuatro estrellas de servicio.
Dufek recibió entonces el mando de la instalación naval en Kwajalein en el Pacífico y, finalmente, la Estación Aérea Naval de la isla Whidbey en Oak Harbor, Washington.
Dufek se retiró de la Armada el 30 de junio de 1955 y fue ascendido al rango de contralmirante en reconocimiento a sus logros en tiempos de guerra el mismo día. Continuó activo para poder participar en la Operación Deep Freeze.

## Experiencia antártica

### Con el Almirante Byrd
En la primavera de 1939 siendo Dufek teniente, solicitó y recibió una asignación a la tercera expedición de Richard E. Byrd a la Antártida, donde se desempeñó como navegante del USS Bear, el buque insignia de la expedición. En reconocimiento a sus muchas horas de vuelo exploratorio sobre el continente del polo sur, Dufek más tarde recibió la Medalla de Expedición Antártica.

### Operación Highjump
Después de un breve período de posguerra en Japón, Dufek fue asignado como jefe de personal a un grupo de trabajo de la Guardia Costera de Estados Unidos para establecer bases meteorológicas en las regiones polares. Mientras estuvo allí, participó en la Operación Highjump, una expedición naval a la Antártida bajo el mando del almirante Byrd. Se desempeñó como comandante del Grupo del Este (Grupo de tarea 68.3) que consistía en un portahidroaviones, un destructor y un petrolero.
Durante la Operación Highjump realizó el primer vuelo sobre la Península de Thurston y luego dirigió el rescate de seis sobrevivientes de un accidente de otro vuelo (llamado George 1) en la misma área.
Regresó brevemente a Washington D. C., pero en 1947 estaba de vuelta en la Antártida, esta vez al mando de un grupo de trabajo enviado para suministrar las estaciones meteorológicas existentes y establecer nuevas cerca del Polo.

### Operación Deep Freeze

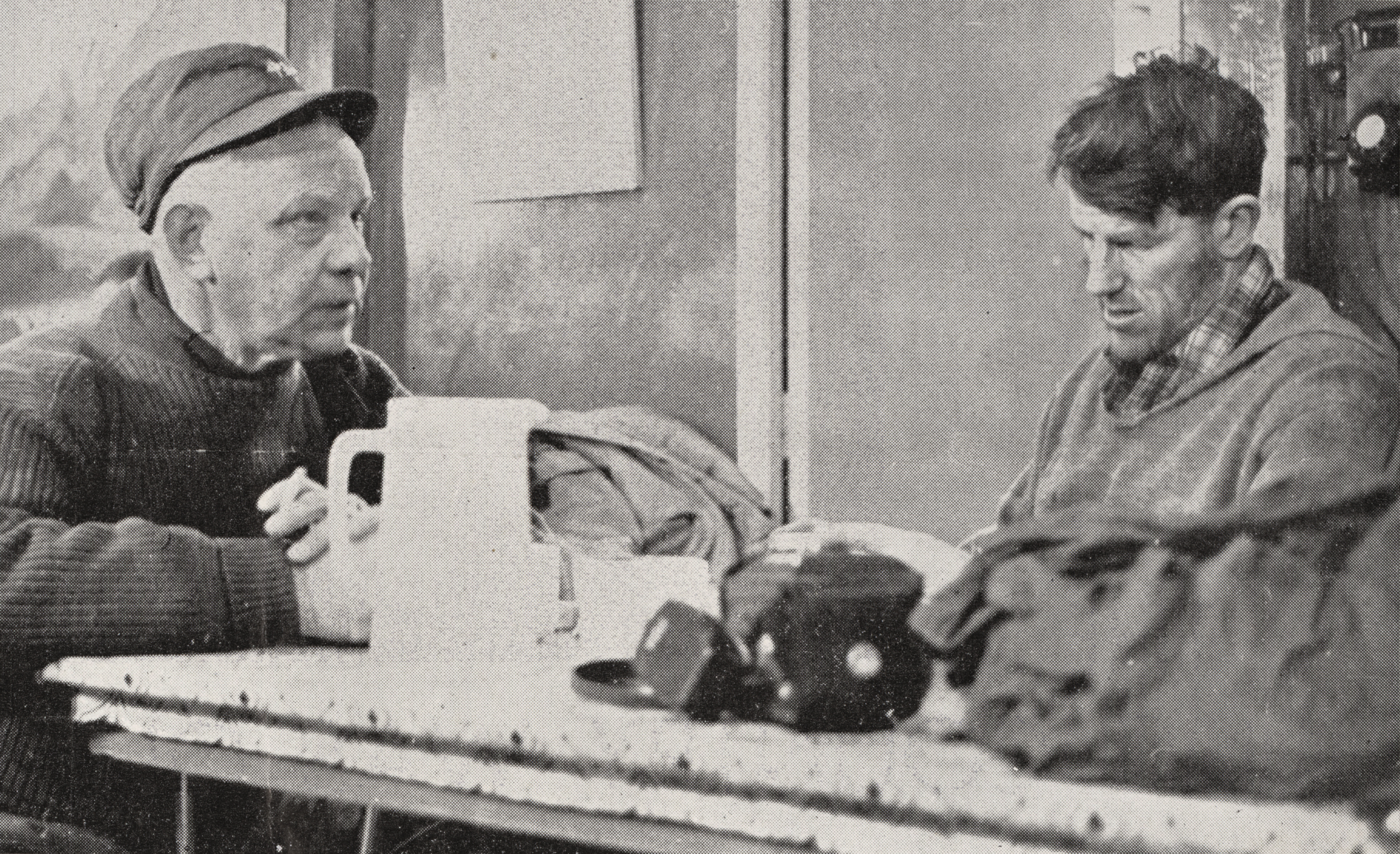
Dufek (izquierda) discute los últimos planes para la Expedición Transantártica del Commonwealth con Sir Edmund Hillary en la Base Scott, 1957.

En 1954 Dufek se unió a un grupo especial de planificación antártica que se preparaba para la Operación Deep Freeze de la Armada de los Estados Unidos, una expedición científica de investigación polar. Cuando se completó la planificación, Dufek recibió el mando de la Fuerza de Tarea 43 que, con más de 80 oficiales y 1000 hombres alistados, tres rompehielos, y tres buques de carga, estaba encargado de la logística y apoyo a la expedición. El primer buque insignia de Dufek para la operación fue el buque carguero de ataque USS Arneb. Más tarde transfirió su bandera al rompehielos USS Glaciar y fue a bordo del Glaciar cuando completó una circunnavegación al continente antártico.
Entre sus logros se cuenta el establecimiento de bases en isla de Ross y de las Little America, y el 31 de octubre de 1956, el almirante Dufek y una tripulación de seis se convirtieron en los primeros estadounidenses en pisar el Polo sur y colocar la bandera estadounidense, y de los primeros hombres en aterrizar en el polo desde el aire. El 28 de noviembre de 1957, Dufek estuvo presente con una delegación del congreso de los Estados Unidos durante una ceremonia de cambio de mando celebrada en el Estrecho de McMurdo. Después de la muerte del almirante Byrd, Dufek fue designado para sucederlo como supervisor de los programas de los Estados Unidos en las regiones polares del sur.

## Homónimos
Los accidentes geográficos antárticos como la Costa Dufek, el Promontorio Dufek, el Macizo Dufek, y la Montaña Dufek fueron nombradas en su honor.

## Premios
|                                                       |                       |                                                       |  |
|                                                       |                       |                                                       |  |
| Gold star                                             | Gold star · Gold star |                                                       |  |
| Bronze star                                           |                       | Bronze star · Bronze star · Bronze star · Bronze star |  |
|                                                       |                       |                                                       |  |
| Bronze star · Bronze star · Bronze star · Bronze star |                       |                                                       |  |
|                                                       |                       |                                                       |  |

|          | Insignia de aviador de los Estados Unidos                         |                                                                   |                                                                   |                                                                  |                                                                  |                                                                  |                                                                                       |                                                                                       |                                                                                       |
|          | Insignia de guerra submarina                                      |                                                                   |                                                                   |                                                                  |                                                                  |                                                                  |                                                                                       |                                                                                       |                                                                                       |
| 1.ª fila | Medalla por Servicio Distinguido de la Armada con estrella de oro | Medalla por Servicio Distinguido de la Armada con estrella de oro | Medalla por Servicio Distinguido de la Armada con estrella de oro | Legión al Mérito con dos estrellas de oro y un dispositivo "V"   | Legión al Mérito con dos estrellas de oro y un dispositivo "V"   | Legión al Mérito con dos estrellas de oro y un dispositivo "V"   | Medalla de la expedición antártica de los Estados Unidos elaborada en oro (1939–1941) | Medalla de la expedición antártica de los Estados Unidos elaborada en oro (1939–1941) | Medalla de la expedición antártica de los Estados Unidos elaborada en oro (1939–1941) |
| 2.ª fila | Medalla de servicio de defensa estadounidense                     | Medalla de servicio de defensa estadounidense                     | Medalla de servicio de defensa estadounidense                     | Medalla de la Campaña Americana                                  | Medalla de la Campaña Americana                                  | Medalla de la Campaña Americana                                  | Medalla de la Campaña Europea-Africana Medio Oriente con 4 estrellas de batalla       | Medalla de la Campaña Europea-Africana Medio Oriente con 4 estrellas de batalla       | Medalla de la Campaña Europea-Africana Medio Oriente con 4 estrellas de batalla       |
| 3.ª fila | Medalla de Victoria de la Segunda Guerra Mundial                  | Medalla de Victoria de la Segunda Guerra Mundial                  | Medalla de Victoria de la Segunda Guerra Mundial                  | Medalla de Servicio de Ocupación de la Armada con barra asiática | Medalla de Servicio de Ocupación de la Armada con barra asiática | Medalla de Servicio de Ocupación de la Armada con barra asiática | Medalla de Servicio en la Defensa Nacional                                            | Medalla de Servicio en la Defensa Nacional                                            | Medalla de Servicio en la Defensa Nacional                                            |
| 4.ª fila | Medalla de Servicio de Corea con 4 estrellas de batalla           | Medalla de Servicio de Corea con 4 estrellas de batalla           | Medalla de Servicio de Corea con 4 estrellas de batalla           | Medalla de Servicio Antártica                                    | Medalla de Servicio Antártica                                    | Medalla de Servicio Antártica                                    | Caballero de la Legión de Honor                                                       | Caballero de la Legión de Honor                                                       | Caballero de la Legión de Honor                                                       |
| 5.ª fila | Croix de guerre con Palma                                         | Croix de guerre con Palma                                         | Croix de guerre con Palma                                         | Citación de la unidad presidencial de la República de Corea      | Citación de la unidad presidencial de la República de Corea      | Citación de la unidad presidencial de la República de Corea      | Medalla de Corea de las Naciones Unidas                                               | Medalla de Corea de las Naciones Unidas                                               | Medalla de Corea de las Naciones Unidas                                               |

## Fechas de los rangos
- Guardiamarina – 16 de agosto de 1921
- Alférez – 4 de junio de 1925
- Teniente segundo – 4 de junio de 1928
- Teniente – 30 de junio de 1935
- Teniente comandante – 1 de agosto de 1939
- Comandante – 1 de agosto de 1942
- Capitán – 20 de julio de 1943
- Contralmirante, jubilado – 30 de junio de 1955